# معبد صلح
معبد صلح (به لاتین: Templum Pacis) که با عنوان انجمن وسپاسیان (به لاتین: Forum Vespasiani)، نیز شناخته می‌شود در سال ۷۱ پس از میلاد در رم به افتخار امپراتور وسپاسیان برای بزرگداشت پاکس، الههٔ صلح رومی ساخته شد.

## ساختار معبد
اگرچه امروزه مقدار بسیار کمی از معبد صلح در رم باقی مانده‌است، اما به لطف Forma Urbis، نقشهٔ مرمری بزرگ و دقیق از رم و ساختمان‌های آن که در ابتدا در سدهٔ سوم میلادی بر روی دیواری در داخل معبد آویزان شده بود، اطلاعات زیادی در مورد ساختار و طرح آن به‌دست آمد. معبد از یک محراب تشکیل شده بود که به یک رواق بزرگ باز می‌شد. ستون‌ها معبد را از محوطهٔ مرکزی بدون سنگفرش و چمن جدا می‌کردند که با بیشتر مجامع دیگر که معمولاً سنگفرش شده بودند متفاوت بود. این منطقه احتمالاً دارای باغ‌ها، استخرها، تندیس‌ها و سایر گنجینه‌هایی است که در زمان فتح اورشلیم به‌دست آمده‌است.